# 産褥
産褥（さんじょく、英: puerperium）とは、日本語の直接の意味としては、出産のとき産婦の用いる寝床のことで、転じて出産およびその後の数週間のことを指す。妊娠および分娩によってもたらされた母体や生殖器の変化が、分娩の終了（医学的には分娩第3期、いわゆる後産期終了）から妊娠前の状態に戻るまでの期間のことを「産褥」「産褥期」と呼ぶ。
この時期の女性を褥婦（じょくふ）または産褥婦（さんじょくふ、英: puerperant）という。期間は一般に6週間から8週間といわれているが、個人差や出産ごとでも異なることがある。この期間、妊娠時から急速に体内濃度が高くなっている体内ホルモンのプロラクチンが乳腺を刺激して乳腺葉を発達させ、オキシトシンは乳腺筋肉を刺激して乳汁を分泌させる。これらが闘争欲や遁走欲、恐怖心を減少させ、母性行動へ誘導する。
産褥期には体に以下のような諸症状が現れる。これらが生活に影響を与えるほど悪化し、または異常に進行して「病気」とされた場合を産褥病という。主には以下のものがあるが、発症の程度や期間にも個体差があり、無発症の場合もある。
- 手足の浮腫 - 分娩直後。妊娠中は体内の血液量が通常の1.5倍ほどに増えているが、これが出産により一気に失われたために起きる体の一時的な反射反応。また授乳が始まっても水分バランスがくずれて発症することがある。
- 乳汁の分泌開始 - 分娩からおよそ3日後から
- 産褥熱 - 分娩後の10日以内の2日以上にわたる38度以上の高熱が続く発熱症状。感染症の一種。
- 後陣痛
- 産褥性心筋症 - 分娩後2〜20週の間にみられる鬱血性心筋症。原因は不明とされる。
- 子宮口や腟腔の復古 - およそ4週間ほどかかるが、分娩のため妊娠前の状態には完全には戻らない[3]。
- 悪露の排出 - およそ4週間ほどかかる。下り物とは異なる。大きな傷が体内にあり出血や感染の危険がある時期である。
- 子宮の急激な縮小（子宮復古） - およそ6週間ほどかかる。
- 体重の減少
- その他の身体の全般にわたる大きな変化

また、前出のようにホルモンの体内濃度が急激に変化するため心理的不安定を伴うとされる。主には以下のものがある。
- ノイローゼ、マタニティ・ブルー、産後うつ（産褥鬱）、錯乱、幻覚、妄想、アメンチア（意識障害）[3]、ガルガル期。

これには、生活環境の変化や育児へのプレッシャー、育児環境への不安、育児疲れ、孤独感、焦燥感、自責感などからのストレスも複合要因としてあげられる。
この産褥期を経て母体は妊娠前の正常な体へ戻っていく。主に減少した体重からの回復期にあたるため、これを古来日本語で「産後の肥立ち」という。肥立ちが悪いとの表現は、なかなか回復できない、あるいは産褥症状が続いている女性を指したものである。